# Денни, Гидеон
Гидеон Денни (англ. Gideon Jacques Denny; 1830—1886) — американский художник-маринист.

## Биография
Родился 15 июля 1830 года в городе Уилмингтон, штат Делавэр.
Первоначально работал на судах в Чесапикском заливе. Затем в 1849 году, во время Золотой лихорадки, ездил в Калифорнию. Позже работал в доках Сан-Франциско и был членом комитета San Francisco Committee of Vigilance. После двух лет работы в Калифорнии, Денни переехал в штат Милуоки, где обучалсяя живописи у Сэмюэла Брукса (англ. Samuel Marsden Brookes) — учителя и друга. После шести лет учебы в Милуоки, Денни вернулся в Сан-Франциско и основал собственную студию на Буш-Стрит. В 1862 году к нему приехал Сэмюэл Брукс и жил в студии с Денни. В 1868 году Гидеон Денни провел два месяца на Гавайях, где побывал на нескольких островах. Также он посещал Канаду и Южную Америку. Когда в 1871 году Сан-Франциско была создана ассоциация San Francisco Art Association, Денни стал её первым директором.
Умер от малярии 7 октября 1886 года в Камбрии (англ. Cambria), штат Калифорния.

## Труды

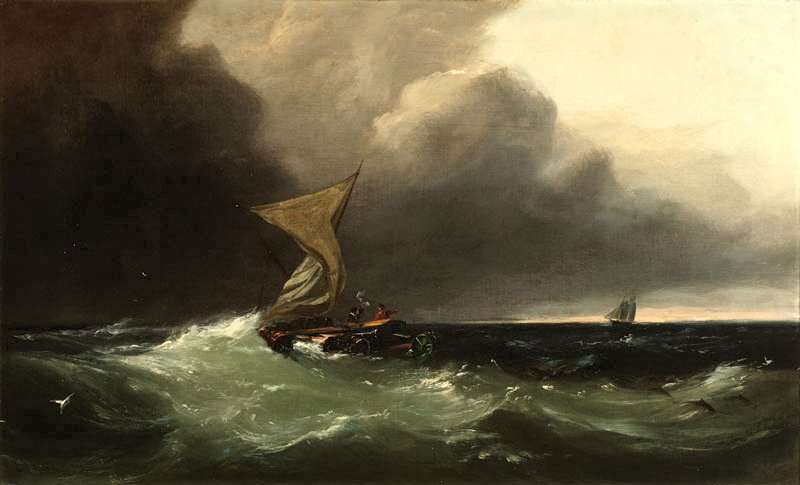
Одна из работ Гидеона Денни

За свою недолгую жизнь Гидеон Денни создал достаточно много произведений, находящихся в настоящее время в музеях — Художественный музей Крокера, Berkeley Art Museum and Pacific Film Archive, Музей изобразительных искусств Сан-Франциско, Monterey Peninsula Museum of Art и Оклендский музей Калифорнии.